# Gimnazija "Ivo Lola Ribar"
Gimnazija "Ivo Lola Ribar", nekadašnji naziv jedne od osječkih gimnazija; danas je to III. matematička gimnazija. Njeni učenici koji su maturirali 1957/58. godine izdali su 2005. godine vrlo sadržajnu knjigu "Naša generacija : Maturanti Gimnazije 'Ivo Lola Ribar' u Osijeku - generacija 1957./58.". Urednici knjige su: Dražen Aničić i Zlatko Trojan, a nakladnik Miroslav Nagl.